# Búz

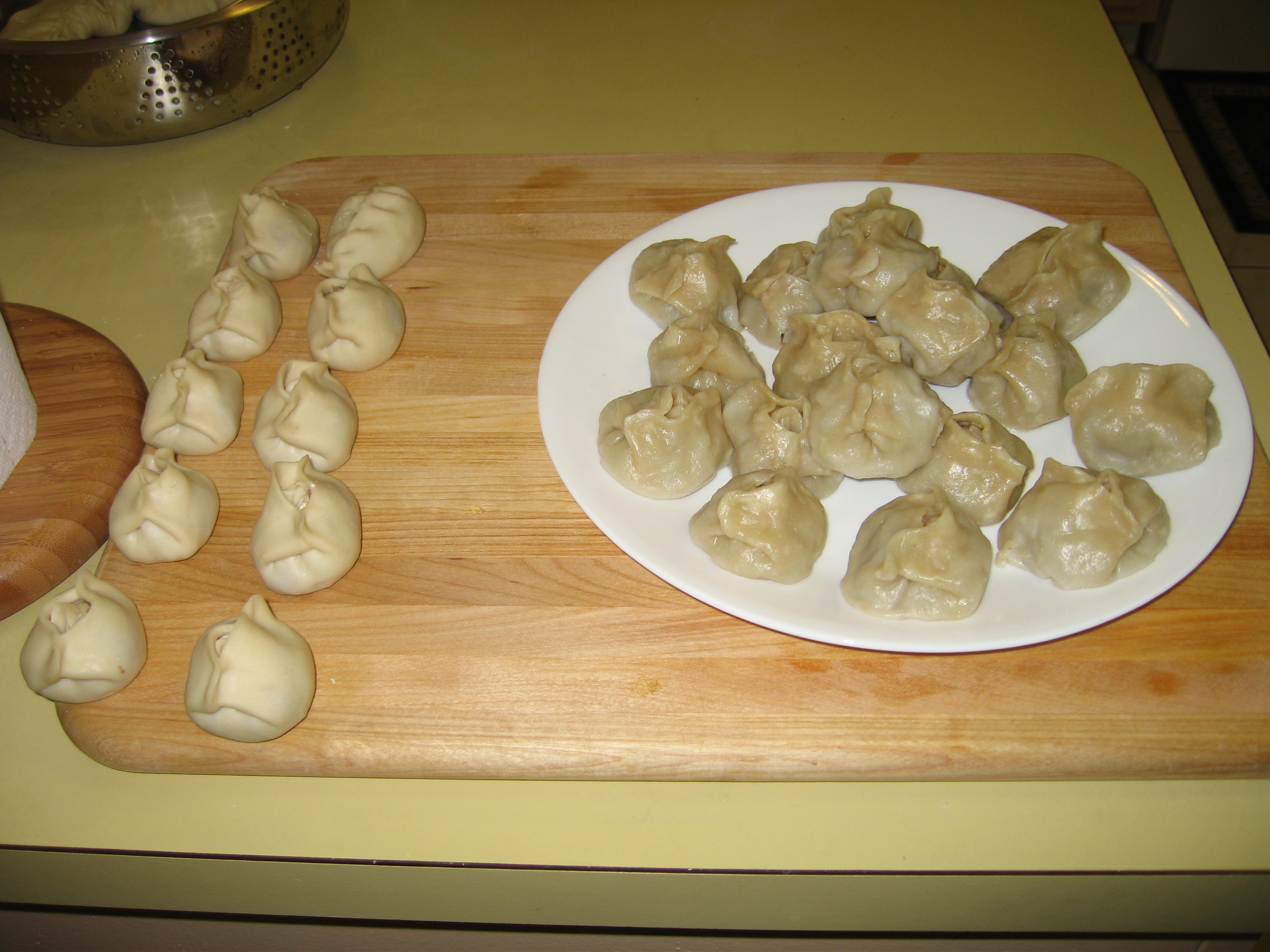
Neuvařené a uvařené taštičky búdz

Búdz, búz, buuz (mongolsky бууз, z čínského pao-c' (baozi)) je mongolský pokrm skládající se z těsta plněného mletým skopovým nebo hovězím masem. Maso je většinou ochuceno cibulí nebo česnekem a osolené.
Masová kulička je umístěna uvnitř těsta, ve kterém nahoře zůstává malý otvor. Búdz se vaří ve vodní páře kolem 20 minut.